# کانی اندرسون (راننده مسابقه)
کانی اندرسون (سوئدی: Conny Andersson؛ زادهٔ ۲۸ دسامبر ۱۹۳۹ در الینساوس) رانندهٔ سابق مسابقات اتومبیل‌رانی فرمول یک اهل سوئد است که از فصل ۱۹۷۶ تا ۱۹۷۷ در مجموع در پنج گراند پری شرکت کرد، اما موفق به کسب هیچ امتیازی نشد.